# The Laurel-Hardy Murder Case
The Laurel-Hardy Murder Case (br: As aventuras de Laurel e Hardy/Noite de Paz) é um filme estadunidense lançado em 1930, do gênero comédia, protagonizado pela dupla O Gordo e o Magro (Laurel and Hardy). Dirigido por James Parrott, com produção de Hal Roach e distribuição da MGM.Foi lançado em DVD como Festival O Gordo e o Magro no Brasil e reune no mesmo pacote além deste, mais três curta-metragens: Gordo Herdeiro (Early to Bed/1920), Grande Negócio (Big Business/1929) e Alegria em Dobro (Double Whoopee/1929).
Foi a primeira vez que Oliver Hardy disse "Here's Another Nice Mess You've Gotten Me Into", geralmente dublado em português do Brasil para "Essa foi outra bela encrenca em que você me meteu". A citação em inglês muitas vezes usou a forma erronêa "Here's Another Fine Mess You've Gotten Me Into" e atualmente assim é referida correntemente.
O roteiro sobre um assassinato misterioso parodia filmes do cinema mudo desse gênero tais como The Cat and the Canary (1927) e The Bat (1926). Mas o título é tido como uma referência a um famoso crime explorado pela imprensa norte-americana, o chamado Assassinatos de Hall-Mills (em inglês,Hall-Mills murder case). Alguns conteudos como a mansão sinistra à noite e o final de sonho foram repetidos no filme de 1934 Oliver the Eighth.
A esposa de Stan, Lois Laurel, teve uma gravidez prematura durante as filmagens. O bebê faleceu 9 dias depois do nascimento.

## Elenco
- Stan Laurel...Stan Laurel
- Oliver Hardy...Oliver
- Frank Austin...Mordomo (não creditado)
- Stanley Blystone...Detetive (não creditado)
- Rosa Gore...Parente idosa (não creditada)
- Dorothy Granger...Parente jovem (não creditada)
- Dell Henderson...Governanta (não creditada)
- Fred Kelsey...Inspetor chefe dos detetives (não creditado)
- Lon Poff...Parente idoso (não creditado)
- Art Rowlands...Parente estrangulador (não creditado)
- Tiny Sandford...Policial (não creditado)

## Sinopse
Ollie (o Gordo) e Stan (o Magro) são dois desempregados que estão no cais quando um deles, Ollie, lê num jornal sobre o testamento de um milionário chamado Ebenezer Laurel. Sem demora os dois vão à mansão na esperança de que Stan seja reconhecido como herdeiro (embora ele não se lembre desse "tio") mas ao chegarem percebem que não há leitura de testamento e que a polícia suspeita de homicídio do milionário e investiga todos os parentes e empregados ali reunidos, atraídos pela notícia do jornal. As coisas se tornam mais misteriosas e perigosas quando os parentes começam a desaparecer.

## Ficha técnica
- Produção.... Hal Roach
- Direção.... James Parrott
- Fotografia.... Walter Lundin
- Edição.... Richard Currier
- Som.... Elmer Raguse
- Diálogo.... H.M. Walker